# Adina Porter
Adina Elizabeth Porter (New York, 13 maart 1971) is een Amerikaanse actrice.

## Biografie
Porter is een dochter van een vader uit Sierra Leone en een moeder uit Bermuda. Zij studeerde af aan de State University of New York in Purchase (Harrison (New York)). Zij is tweemaal getrouwd geweest, en uit haar tweede huwelijk heeft zij twee kinderen. 
Porter begon met acteren in 1990 met de televisieserie Law & Order. Hierna speelde zij rollen in films en televisieseries zoals The Peacemaker (1997), American Dreams (2002-2003), The Social Network (2010), American Horror Story: Roanoke (2016) en American Horror Story: Cult (2017). 
Porter is ook actief in het theater. Zo speelde zij ook eenmaal op Broadway. In 2001 speelde zij in het toneelstuk The Women.

## Filmografie

### Films
- 2019: Miss Virginia - als Annette Johnson
- 2017: The Last Word - als Bree Wilson
- 2016: The Jury - als Angela
- 2013: Doubt - als Stacie McNeil
- 2011: About Sunny - als Cheryl
- 2010: The Social Network - als college van Gretchen
- 2009: Operating Instructions - als Celia
- 2007: Katrina - als Mary
- 2005: Lackawanna Blues - als Ricky
- 2002: Stage on Screen: The Women - als verpleegster, Euphie en Mevr. Myrtle
- 2002: Pipe Dream - als Lauren Gunther
- 2001: The Fluffer - als Silver
- 1999: Body Shots - als detective Thompson
- 1998: Gia - als meisje bij groepstherapie
- 1997: The Peacemaker - als politieagente van de NYPD
- 1992: Swoon - als stenograaf

### Televisieseries
Uitgezonderd eenmalige gastrollen.
- 2022: Paper Girls - als Prioress - 6 afl.
- 2021: American Horror Story: Double Feature - als chief Burelson - 5 afl.
- 2020: Outer Banks -  als sheriff Peterkin - 8 afl.
- 2014-2020: The 100 - als Indra - 54 afl.
- 2019: The Morning Show - als Sarah - 3 afl.
- 2018: American Horror Story: Apocalypse - als Dinah Stevens - 10 afl.
- 2017: American Horror Story: Cult - als Beverly Hope - 10 afl.
- 2017: Ray Donovan - als Vicky - 4 afl.
- 2016-2017: Underground - als Pearly Mae - 7 afl.
- 2016: American Horror Story: Roanoke - als Lee Harris - 10 afl.
- 2012-2014: The Newsroom - als Kendra 23 afl.
- 2008-2014: True Blood - als Lettie Mae Thornton-Daniels - 32 afl.
- 2011-2012: Ringer - als Caruso - 2 afl.
- 2007-2010: Saving Grace - als Tamara Cooley - 2 afl.
- 2005: Prison Break - als Leticia Barris - 2 afl.
- 2002-2003: American Dreams - als Gwen Walker - 15 afl.

- Library of Congress Control Number: no2015081496
- Virtual International Authority File: 316562031
- WorldCat: E39PBJhmFxvPqHcJJQ8WwMg3Qq